# Ministerul Muncii, Familiei, Tineretului și Solidarității Sociale (România)
Ministerul Muncii, Familiei, Tineretului și Solidarității Sociale este un minister din România responsabil de elaborarea, implementarea și monitorizarea politicilor publice în domeniile muncii, protecției sociale, familiei și tineretului. Ministerul coordonează și reglementează aspecte legate de piața muncii, protecția persoanelor vulnerabile, egalitatea de șanse și incluziunea socială. Ministerul are personalitate juridică.
Pe 29 martie 1920 a fost înființat Ministerul Muncii și Ocrotirilor Sociale la propunerea președintelui Consiliului de Miniștri, Alexandru Averescu cu scopul de ocrotire și organizare a muncii.

## Obiective
- Dezvoltarea strategiilor de reducere a șomajului, creșterea ratei de ocupare și promovarea formării profesionale continue.
- Administrarea și implementarea sistemelor de asigurări sociale, pensii, ajutoare sociale și alte beneficii destinate grupurilor vulnerabile.
- Sprijinirea familiilor prin măsuri de protecție socială, promovarea echilibrului între viața profesională și cea personală și combaterea violenței domestice.
- Elaborarea de politici și programe pentru susținerea dezvoltării tinerilor, inclusiv sprijinirea participării active în societate.
- Promovarea incluziunii și combaterea discriminării.

## Conducere
Ministerul este condus de un ministru, ajutat de secretari de stat și directori generali. Structura internă include departamente specializate pentru fiecare domeniu de activitate.
- Petre-Florin Manole (ministru)
- Gheorghiță-Daniel Barbu (secretar de stat)
- Francisc-Oscar Gal (secretar de stat)
- Daniela David (secretar de stat)
- Derzsi Ákos (secretar de stat)
- Adrian Zvîncă (secretar de stat)
- Marilena-Nicoleta Balabuti (secretar general)
- Teodor-Cătălin Vătafu (secretar general adjunct)
- Gabriela-Andreea Nica (secretar general adjunct)

## Instituții subordonate
Ministerul Muncii, Familiei, Tineretului și Solidarității Sociale are următoarele agenții în subordonare:
- Inspecția Muncii
- Agenția Națională pentru Plăți și Inspecție Socială (ANPIS)
  - Agențiile Județene pentru Plăți și Inspecție Socială (AJPIS)
- Autoritatea Națională pentru Drepturile Persoanelor cu Dizabilități, Copii și Adopții Arhivat în 8 noiembrie 2022, la Wayback Machine.
  - Direcția Generală de Asistență Socială și Protecția Copilului
  - Autoritatea Tutelară
    - Autoritatea Națională pentru Protecția Drepturilor Copilului (nume anterior al autorității)
    - Autoritatea Națională pentru Protecția Familiei și a Drepturilor Copilului (nume anterior al autorității)

- Casa Națională de Pensii Publice (CNPP)
  - Casele Județene de Pensii (CTPP)
- Agenția Națională pentru Ocuparea Forței de Muncă (ANOFM)
  - Agențiile Județene pentru Ocuparea Forței de Muncă (AJOFM)

- Institutul Național de Cercetare Științifică în Domeniul Muncii și Protecției Sociale (INCSMPS)

- Agenția Națională pentru Egalitatea de Șanse între Femei și Bărbați (ANES)
  - Serviciile Publice de Asistență Socială (SPAS)

## Miniștri
Ministerul a suferit multiple reorganizări de-a lungul timpului, având denumiri și structuri diferite.
Ministrul muncii și ocrotirilor sociale
- Mihnea Marmeliuc (5 ianuarie 1990 - 28 iunie 1990)

Ministrul muncii și protecției sociale
- Cătălin Zamfir (28 iunie 1990 - 30 aprilie 1991)
- Mihnea Marinache (30 aprilie 1991 - 16 octombrie 1991)
- Dan-Mircea Popescu (16 octombrie 1991 - 11 decembrie 1996)
- Alexandru Athanasiu (12 decembrie 1996 - 22 decembrie 1999)
- Smaranda Dobrescu (22 decembrie 1999 - 28 decembrie 2000)

Ministrul muncii și solidarității sociale
- Marian Sârbu (28 decembrie 2000 - 19 iunie 2003)

Ministrul muncii, solidarității sociale și familiei
- Elena Dumitru (19 iunie 2003 - 14 iulie 2004)
- Dan-Mircea Popescu (14 iulie 2004 - 28 decembrie 2004)
- Gheorghe Barbu (29 decembrie 2004 - 5 aprilie 2007)

Ministrul muncii, familiei și egalității de șanse
- Paul Păcuraru (5 aprilie 2007 - 23 septembrie 2008)
- Mariana Câmpeanu (25 septembrie 2008 - 22 decembrie 2008)

Ministrul muncii, familiei și protecției sociale
- Marian Sârbu (22 decembrie 2008 - 1 octombrie 2009)
- Gheorghe Pogea (1 octombrie 2009 - 23 decembrie 2009)
- Mihai Constantin Șeitan (23 decembrie 2009 - 3 septembrie 2010)
- Ioan Nelu Botiș (3 septembrie 2010 - 3 iunie 2011)
- Sebastian Lăzăroiu (3 iunie 2011 - 19 septembrie 2011)[2]
- Sulfina Barbu (19 septembrie 2011 - 9 februarie 2012)
- Claudia Boghicevici (9 februarie 2012 - 7 mai 2012)
- Mariana Câmpeanu (7 mai 2012 - 21 decembrie 2012)

Ministrul muncii, familiei, protecției sociale și persoanelor vârstnice
- Mariana Câmpeanu (21 decembrie 2012 - 5 martie 2014)
- Rovana Plumb (5 martie 2014 - 17 noiembrie 2015)
- Claudia Ana Costea (17 noiembrie 2015 - 14 aprilie 2016)
- Dragoș Pîslaru (18 aprilie 2016 - 4 ianuarie 2017)

Ministrul muncii și justiției sociale
- Lia Olguța Vasilescu (4 ianuarie 2017 - 20 noiembrie 2018)
- Marius-Constantin Budăi (20 noiembrie 2018 - 4 noiembrie 2019)

Ministrul muncii și protecției sociale
- Victoria Violeta Alexandru (4 noiembrie 2019 - 23 decembrie 2020)
- Raluca Turcan (23 decembrie 2020 - 25 noiembrie 2021)

Ministrul muncii și solidarității sociale
- Marius-Constantin Budăi (26 noiembrie 2021 - 13 iulie 2023)
- Marian Neacșu (14 iulie 2023 - 19 iulie 2023)
- Simona Bucura-Oprescu (19 iulie 2023 - 23 decembrie 2024)

Ministrul muncii, familiei, tineretului și solidarității sociale
- Simona Bucura-Oprescu (24 decembrie 2024 - 23 iunie 2025)
- Petre-Florin Manole (23 iunie 2025 - prezent)